# بين هال (ممثل)
بين هال (بالإنجليزية: Ben Hall)‏ هو ممثل أمريكي، ولد في 18 مارس 1899 في الولايات المتحدة، وتوفي بنفس المكان في 20 مايو 1985.

## وصلات خارجية
- بين هال على موقع IMDb (الإنجليزية)
- بين هال على موقع قاعدة بيانات الفيلم (الإنجليزية)